# 284 Amalia
Amalia (asteroide 284) é um asteroide da cintura principal com um diâmetro de 52,95 quilómetros, a 1,83278146 UA. Possui uma excentricidade de 0,22285753 e um período orbital de 1 322,83 dias (3,62 anos).
Amalia tem uma velocidade orbital média de 19,39490807 km/s e uma inclinação de 8,06323485º.
Esse asteroide foi descoberto em 29 de Maio de 1889 por Auguste Charlois.